# Famille de Nicolaÿ
Pour les articles homonymes, voir Nicolai.
La famille de Nicolaÿ est une famille subsistante de la noblesse française vivaraise, originaire de Bourg-Saint-Andéol, dans le Vivarais, et anoblie par charge de conseiller à la Chambre des comptes de Paris en 1495.
Cette famille appartient à la noblesse de robe parisienne. Sous l'Ancien Régime elle a donné neuf présidents de la Cour des comptes, mais également un maréchal de France. Des pairs de France au 19e siècle, un haut fonctionnaire et des élus de la République.

## Histoire
La famille trouve ses origines vers 1305 dans la personne de Guglielmo, dit Guy, originaire de Florence, compagnon de Clément VI, 4e pape d'Avignon. Son fils nommé Guido, et francisé en Guy, le suit en France et s’établit à Bourg-Saint-Andéol en Vivarais (actuellement l'Ardèche). Ce dernier a pour fils Alvet, dit Ahoult Nicolaÿ, lieutenant du bailli du roi en Vivarais. Celui-ci est le père de Guy III Nicolaÿ dont l'union avec Antoinette de Casteljau en 1391 donne les deux branches de la famille de Nicolaÿ en les personnes de Jean Ier et de Raymond Nicolaÿ. Jean Ier Nicolaÿ, bailli de Bourg-Saint-Andéol (nommé le premier dans le testament de son père) est l'auteur de la branche de Goussainville, en Île-de-France, subsistante et de nombreuses postérités, tandis que Raymond Nicolaÿ est l'auteur de la branche de Sabran, éteinte en 1940.
La famille est anoblie par charge de conseiller à la Chambre des comptes de Paris en 1495.

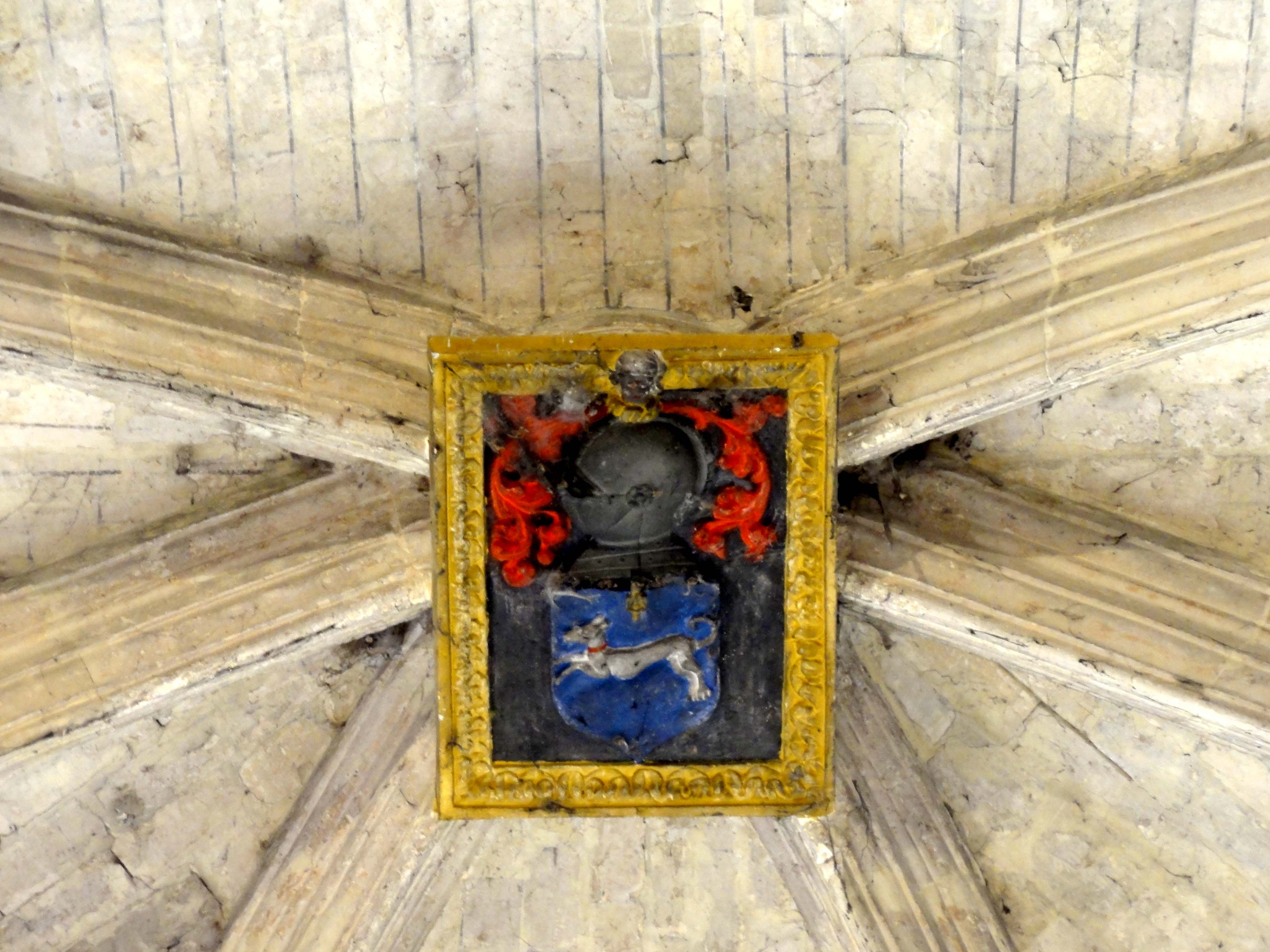
Armes des Nicolaÿ dans l'abside de l'église Saint-Germain-l'Auxerrois de Presles

Cette famille compte parmi ses membres un chancelier du royaume de Naples (1502) et un maréchal de France (1775), un lieutenant général du Grand maître de l'artillerie de France sous le règne de Louis XIII, plusieurs officiers généraux, plusieurs colonels du régiment de dragons Nicolaÿ, quatre évêques, l'un d'Apt, vice-légat d'Avignon, les autres, de Cahors, de Béziers et de Verdun ; ce dernier est en même temps premier aumônier de Marie-Josèphe de Saxe), mère de Louis XVI. Elle donne également un chevalier de Saint-Louis, un premier président du Grand Conseil de France, un membre de l'Académie française, un chancelier des ordres du roi (1789), et neuf premiers présidents de la chambre des comptes de Paris, qui de 1506 jusqu'en 1794 (époque de la suppression des cours souveraines) s'y succèdent, avec cependant quelques exceptions. Depuis le xixe siècle, cette famille compte parmi ses membres un chambellan de Napoléon Ier, un préfet qui fut également député, et deux autres élus de la République.
Par lettres patentes de 1645, Anne d'Autriche, voulant récompenser les services rendus depuis plusieurs générations par la famille de Nicolaÿ, érige au nom de son fils Louis XIV la terre de Goussainville en marquisat, en faveur d'Antoine de Nicolaÿ et de ses descendants. Enfin le 19 mai 1815 Louis XVIII appelle la famille de Nicolaÿ à la pairie héréditaire en la personne de Théodore de Nicolaÿ.
Au XXIe siècle, la famille est représentée par deux rameaux de la branche de Goussainville, ayant pour auteurs communs Aymar-Charles-Marie de Nicolaÿ, premier-président de la Chambre des comptes de Paris (1747-1794) et son épouse, Philippine Potier de Novion.

## Personnalités

### xviesiècle
- Jean II de Nicolaÿ (mort en 1527), fils de Jean Ier Nicolaÿ et de Bonne Audigier, conseiller au parlement de Toulouse, puis conseiller au Grand Conseil de France, chancelier du royaume de Naples, maître des requêtes, et enfin premier président de la chambre des comptes de Paris (1506).
- Jean de Nicolaÿ (mort en 1533), évêque d'Apt de 1527 à 1533.
- Aymard Nicolaÿ (c.1490-1553), fils de Jean II de Nicolaÿ, reprend à la suite de la démission de son père la magistrature de premier président de la chambre des comptes de Paris, de 1518 jusqu'à sa mort.
- Nicolas de Nicolaÿ (1517-1583), officier et géographe du roi.

### xviiesiècle
- Antoine II de Nicolaÿ (1590-1656), 1er marquis de Goussainville en mai 1645 par la reine Anne d'Autriche, conseiller du roi, premier président de la chambre des comptes de Paris.
- Nicolas de Nicolaÿ (1623-1686), 2e marquis de Goussainville (1656-1686), 1er président de la chambre des comptes de Paris (1649-1686), conseiller ordinaire du roi, fils du précédent marquis.

### xviiiesiècle
- Jean-Aymard de Nicolaÿ (1658-1737), 3e marquis de Goussainville (1686-1737), conseiller du roi en ses Conseils d'État et privé, premier président de la chambre des comptes de Paris (1686-1734), fils du précédent marquis. Il se distingue également lors de la guerre de Hollande durant le siège de Valenciennes[4].
- Aymar Jean de Nicolaÿ (1709-1785), 4e marquis de Goussainville (1737-1785), capitaine du régiment de cavalerie de Noailles, maître de camp des Dragons Nicolaÿ (1727), conseiller du roi en ses Conseils d'État et privé, 1er président de la chambre des comptes de Paris (1734-1785), fils du précédent marquis.
- Antoine Chrétien de Nicolaÿ (1712-1787), comte de Nicolaÿ, maréchal de France en 1775, gouverneur de Marseille et de la province du Hainaut.
- Guillaume de Nicolaÿ (1716-1788), gouverneur d'Arles, bibliophile français.
- Mgr Aymar-Chrétien-François de Nicolaÿ (1721-1769), comte-évêque de Verdun et à ce titre prince du Saint-Empire, premier aumônier de la Dauphine.
- Mgr Louis-Marie de Nicolaÿ (1729-1791), évêque de Cahors de 1777 à 1791, député du clergé aux États généraux de 1789.
- Mgr Aymar-Claude de Nicolaÿ (1738-1815), dernier évêque de Béziers, de 1771 à 1790.
- Aymar-Charles-Marie de Nicolaÿ (1747-1794), 5e marquis de Goussainville (1785-1794), premier président du Grand Conseil, premier président de la chambre des comptes de Paris, chancelier et garde des sceaux de l'ordre du Saint-Esprit, membre de l'Académie française.

### xixesiècle
- Christian de Nicolaÿ (1777-1839), 6e marquis de Goussainville (1794-1839), chambellan de Napoléon Ier, comte de l'Empire, pair de France durant les Cent-Jours, puis de 1832 à 1839, fils du précédent marquis.
- Scipion de Nicolaÿ (1780-1843), intendant du gouvernement de Vilna, préfet et député sous la Restauration.
- Théodore de Nicolaÿ (1782-1871), pair de France en août 1815, sous la Restauration, cesse de siéger en 1830.
- Aymar-Marie-Léon de Nicolaÿ (1801-1873), 7e marquis de Goussainville (1839-1873), fils du précédent.
- Aymar-Louis-Marie-Charles de Nicolaÿ, dit le Marquis de Nicolaÿ (1832-1918), 8e et dernier marquis de Goussainville (1862-1918), fils du précédent. N'ayant eu que deux filles, son titre s'éteint avec lui.

### xxesiècle
- François de Nicolaÿ (1919-1963), président du Conseil général de la Sarthe, sénateur de la Sarthe (1959-1963). Il est l'époux de 1950 à 1956 de Marie-Hélène de Rothschild, philanthrope et mécène française.

### xxiesiècle
- Louis-Jean de Nicolaÿ (1949), maire du Lude, conseiller général de la Sarthe, conseiller régional des Pays-de-la-Loire et sénateur de la Sarthe (depuis 2014).

## Châteaux et demeures
- Hôtel de Nicolaÿ, à Bourg-Saint-Andéol, place Louis-Pize (XVe siècle)
- Château de Bercy
- Château de Courances
- Château du Lude (Sarthe)
- Château du Creux
- Château de Regnière-Écluse
- Château de Montfort-le-Rotrou
- Château de Loupoigne (depuis 1878)
- Château de Blet, à Blet
- Manoir de Savigny-lès-Beaune

## Alliances
Les principales alliances de la famille de Nicolaÿ sont : de Vesc, de Montaigu, Baillet, Molé, de Maillé, Le Camus, de Fieubet, de Lamoignon, de Rochechouart de Mortemart, de La Fare, de Vintimille, de Forbin-Janson, Jarente, de Roncherolles, de La Châtre, Potier de Novion, de Bercy, de Lostanges, de Lévis (1809), Murat, de Lameth, de Durfort de Lorge, de Noailles, de Grammont (1857), de Beauffort (1858), Ogier d'Ivry, du Tillet, de Vogüé (1879), de Contades (1899), de Talhouët-Roy (1908), de Vogüé, de Chabot (1920), de Luppé (1922), Le Peletier de Rosanbo (1919), Chandon de Briailles (1921), de La Rochefoucauld (1941), d'Orléans-Bragance (1948), de Robin de Barbentane (1949), de Gourcuff, de Bonneval, van Zuylen van Nievelt (1950), Rothschild (1950), de l'Epine (1953), d'Harcourt (1956, 1989), d'Ursel de Bousies (1980), de Ligne (1982), de Rodellec du Porzic, de Coëtnempren de Kersaint, de Liedekerke, Christyn de Ribaucourt, Lefèvre d'Ormesson (2021).

## Postérité
- Hôtel de Nicolaÿ, à Bourg-Saint-Andéol
- À Paris, la rue Nicolaï (située dans le quartier de Bercy 75012) perpétue le souvenir des anciens possesseurs du château de Bercy ; et il a existé une « gare de Nicolaï »[8] à proximité de la rue.

## Archives
Les papiers personnels de la famille de Nicolaÿ sont conservés aux Archives nationales sous la cote 3AP/260-3AP/305 .